# Barleria limnogeton
Barleria limnogeton är en akantusväxtart som beskrevs av Spencer Le Marchant Moore. Barleria limnogeton ingår i släktet Barleria och familjen akantusväxter. Inga underarter finns listade i Catalogue of Life.